# Крижевцы (баскетбольный клуб)
БК «Крижевцы» (хорв. KK Krizevci) — хорватский баскетбольный клуб из одноимённого города, основанный в 2008 году. Также известен как «KK Prigorje Financije» по имени генерального спонсора. В сезонах 2011/2012 - 2013/2014 выступал в сильнейшей баскетбольной лиге Хорватии A1. В сезоне 2014/2015 по финансовым соображениям перешла в низшую лигу A2.

## История
Баскетбол в Крижевцах имеет давнюю историю, в 1971 году был основан клуб «Радник», который показывал неплохие результаты в чемпионате Югославии по баскетболу, но затем серьёзно сдал позиции. В чемпионатах независимой Хорватии Радник играл во второй по силе лиге A2, не поднимаясь там выше 5 места. В 2008 году группа энтузиастов баскетбола из Крижевцев, недовольная результатами Радника и заручившись поддержкой спонсоров, учредила новый баскетбольный клуб «БК Крижевцы». Клуб стартовал в лиге A2 с сезона 2009—2010 и сразу выступил довольно успешно, заняв второе место в группе «Север». В сезоне 2010—2011 команда первенствовала в группе «Север» и завоевала путёвку в лигу A1, где дебютировала в сезоне 2011—2012, по итогам которого стала 9-й из 11 участников в регулярном первенстве, а в турнире за 9-14 места заняла высшее 9 место. В сезоне 2012—2013 заняла 8-е из 10 мест в регулярном турнире, в турнире за 9-14 места стала 13, после чего отстояла место в высшем дивизионе в переходных матчах с командой Шкрлево. В сезоне 2013—2014 заняла 9-е из 10 мест в регулярном турнире, в турнире за 9-14 места стала 11, что позволило ей сохранить место в высшем дивизионе, однако позднее по финансовым причинам команда отказалась от места в лиге A1 и перешла в лигу A2.